# Myrcia picardiae
Myrcia picardiae är en myrtenväxtart som beskrevs av Carl Karl Wilhelm Leopold Krug och Ignatz Urban. Myrcia picardiae ingår i släktet Myrcia och familjen myrtenväxter.
Artens utbredningsområde är Haiti. Inga underarter finns listade i Catalogue of Life.